# 柳靖
柳靖（1985年12月24日—），臺灣Podcast主持人、作家，曾任勞動檢查員，2021年起主持節目《國考驛站》。

## 早年生活與教育
柳靖出生於南投縣，畢業於國立臺灣大學政治研究所碩士。據《鏡週刊》報導，其早年因家庭經濟因素從事過工廠女工、科技業工程師等職業。

## 職業生涯
- 通過國家考試任職勞動檢查員，後離職[2]。
- 2021年創立Podcast節目《國考驛站》，內容以國家考試備考策略與公職生涯規劃為主，節目曾列入Apple Podcast臺灣區排行榜[2]。
- 出版《關於國考～你不知道的那些事》系列書籍，內容聚焦公職考試分析。

## 公眾評價
- 《風傳媒》指出其節目「提供國考生實用資訊」[2]。
- 《ETtoday》引用聽眾反饋，稱該節目「有助釐清公職生涯迷思」[3]。